# Hypochthonius rufulus
Hypochthonius rufulus är en kvalsterart som beskrevs av Koch 1835. Hypochthonius rufulus ingår i släktet Hypochthonius och familjen Hypochthoniidae.

## Underarter
Arten delas in i följande underarter:
- H. r. rufulus
- H. r. carolinicus
- H. r. europaeus
- H. r. paucipectinatus